# Pachastrella monilifera
Pachastrella monilifera är en svampdjursart som beskrevs av Schmidt 1868. Pachastrella monilifera ingår i släktet Pachastrella och familjen Pachastrellidae. Inga underarter finns listade i Catalogue of Life.